# Kajakarstwo na Letnich Igrzyskach Olimpijskich 1936 – K-1 składany 10 000 m mężczyźni
Zawody w kajakarstwie klasycznym (K1) składany na dystansie 10000 m mężczyzn na Letnich Igrzyskach Olimpijskich 1936 zostały rozegrane 7 sierpnia 1936 r. W zawodach wzięło udział 13 zawodników z 13 państw. Zawody składały się wyłącznie z finału.

## Rezultaty

### Finał
| Poz. | Zawodnik          | Reprezentacja     | Czas    |
| ---- | ----------------- | ----------------- | ------- |
|      | Gregor Hradetzky  | Austria           | 50:01,2 |
|      | Henri Eberhardt   | Francja           | 50:04,2 |
|      | Xaver Hörmann     | III Rzesza        | 50:06,5 |
| 4    | Lennart Dozzi     | Szwecja           | 51:23,8 |
| 5    | František Svoboda | Czechosłowacja    | 51:52,5 |
| 6    | Hans Mooser       | Szwajcaria        | 52:43,8 |
| 7    | Frans Nordberg    | Finlandia         | 52:45,8 |
| 8    | George Lawton     | Wielka Brytania   | 52:50,0 |
| 9    | Jan Vrolijk       | Holandia          | 54:05,9 |
| 10   | Burr Folks        | Stany Zjednoczone | 55:32,1 |
| 11   | Mirko Vincens     | Królestwo SHS     | 55:41,5 |
| 12   | Joé Treinen       | Luksemburg        | 57:14,8 |
| 13   | Jules Deneumoulin | Belgia            | 58:20,1 |